# Giro dei Paesi Baschi 1930
Il Giro dei Paesi Baschi 1930, settima edizione della corsa, si svolse dal 18 al 21 settembre su un percorso di 723 km ripartiti in quattro tappe. La vittoria fu appannaggio dello spagnolo Mariano Cañardo, che completò il percorso in 26h36'31", precedendo il francese Antonin Magne e il belga Jean Aerts. 
I corridori che partirono da Bilbao furono 31 (gli iscritti erano 63), mentre coloro che tagliarono il traguardo di Gexto furono 28.

## Tappe
| Tappa  | Data         | Percorso                 | km  | Vincitore di tappa | Leader classifica generale |
| ------ | ------------ | ------------------------ | --- | ------------------ | -------------------------- |
| 1ª     | 18 settembre | Bilbao > Vitoria         | 180 | Antonin Magne      | Antonin Magne              |
| 2ª     | 19 settembre | Vitoria > Pamplona       | 150 | Ricardo Montero    | Ricardo Montero            |
| 3ª     | 20 settembre | Pamplona > San Sebastián | 216 | Antonin Magne      | Antonin Magne              |
| 4ª     | 21 settembre | San Sebastián > Getxo    | 177 | Mariano Cañardo    | Mariano Cañardo            |
| Totale | Totale       | Totale                   | 723 |                    |                            |

## Classifica generale
| Pos. | Corridore         | Squadra            | Tempo     |
| ---- | ----------------- | ------------------ | --------- |
| 1    | Mariano Cañardo   | Styl               | 26h36'31" |
| 2    | Antonin Magne     | Alleluia-Wolber    | a 50"     |
| 3    | Jean Aerts        | Fontan             | a 14'26"  |
| 4    | Federico Ezquerra | Soriano            | a 15'54"  |
| 5    | Pierre Magne      | Alleluia-Wolber    | a 16'35"  |
| 6    | Julien Moineau    | Alleluia-Wolber    | a 17'21"  |
| 7    | Hector Martin     | Elvish             | a 20'36"  |
| 8    | Eusebio Bastida   | Dilecta-Wolber     | a 20'54"  |
| 9    | Luciano Montero   | Styl               | a 25'17"  |
| 10   | Juan Golzarri     | Ciclista Vitoriana | a 30'36"  |